# Birganj
Birganj è una città del Nepal meridionale, a 190 km ad ovest di Katmandu e a 2 km a nord del confine con lo Stato indiano del Bihar.
La città, che contava 112 484 abitanti nel 2001, è un importante centro di commercio, in special modo con l'India.